# Huis Aerdt
Het Huis Aerdt te Herwen, in de Nederlandse provincie Gelderland, is een historisch huis, omgracht en omringd door knotwilgen; het ligt ten noorden van het dorp Herwen. Huis Aerdt wordt gedeeltelijk particulier bewoond en is er een bedrijf in gevestigd. De trouwzaal is in gebruik als trouwlocatie. Het huis is een rijksmonument.

## Geschiedenis
Het huidige huis Aerdt is de opvolger van het middeleeuwse slot Ter Cluse, dat rond 1300 werd gebouwd. Ricolt en Gadert van Herwen hadden het kasteel in leen van Sophia van Bylant. Nadat de bezittingen van Van Bylant in 1348 door een huwelijk terechtkwamen bij het Huis Bergh, werd Willem van Rees met het 'guet tot Aerde' beleend. Hertog Reinald III beleende Willem met de nabijgelegen molen. Het kasteel is tijdens de strijd tussen de Heeckerens en Bronckhorsten afgebrand, maar werd weer herbouwd.
In 1474 kreeg Johan van der Horst, neef van de laatste Van Rees, het kasteel in bezit. Het was op dat moment geen Berghs leen meer, aangezien de Kleefse hertog een jaar eerder alle Bylantse goederen had veroverd.
Kort voor 1600 werd het kasteel verwoest door Spaanse troepen tijdens de Tachtigjarige Oorlog.
In 1646 verkocht Erasmus van der Horst het kasteel aan Walraven van Steenhuys. Hij besloot om een nieuw kasteel te bouwen, dat in 1657 gereed kwam. Walraven was katholiek gebleven en liet op de bovenverdieping van het kasteel een schuilkerk inrichten.
De laatste eigenaar uit de familie Van Steenhuys was Joost, die in 1722 kinderloos overleed. Hij liet het kasteel Aerdt na aan Alexander Walraedt Diederich van Hugenpoth. Het slot was het centrum van de streek, en de heer van Aerdt bezat veel grond in de omgeving, met verschillende pachtboerderijen en ook had hij recht van wind: hij bezat de molenrechten. Zijn macht reikte zelfs tot in Den Haag, waar hij een zetel in de Eerste Kamer had. De laatste Van Hugenpoth was Maria Francisca Xaveria, weduwe van de baron Van Dorth tot Medler. Na haar kwam het kasteel terecht bij de familie De Kuijper.
Tijdens de Tweede Wereldoorlog namen Duitse troepen hun intrek in het kasteel. Het kasteel liep tijdens de oorlogshandelingen grote schade op. In 1961 droeg de laatste jonkheer De Kuijper het vervallen huis over aan de Stichting Vrienden der Geldersche Kasteelen, die van 1962 tot 1969 een grootscheepse restauratie uitvoerde.
In de jaren 70 en 80 van de 20e eeuw hield het Polderdistrict Rijn en IJssel hier kantoor.

## Beschrijving
Er zijn nog enkele muurresten van het oude Ter Cluse in en rondom het Huis Aerdt aanwezig. Ook de grachten zijn mogelijk nog uit deze tijd afkomstig. Het is verder niet bekend hoe het slot er uit heeft gezien. Het zou rond 1430 beschikken over een eigen kapel.
Tussen 1651 en 1657 werd Huis Aerdt gebouwd, nadat Ter Cluse rond 1600 was verwoest. De herbouw vond op ongeveer dezelfde locatie plaats waar Ter Cluse had gestaan. Het nieuwe kasteel is kleiner dan zijn voorganger, heeft een rechthoekige plattegrond, en wordt afgedekt door een hoog schilddak. Een galerij verbindt het huis met de toren. Tevens is er een koetshuis aanwezig.
Aalst · Aardenburg · Acquoy · Aerdt · Agistaldaburg · Ahof · Aldenhaag · Aller · Ambe · Ammersoyen · Ampsen · Andelst · Angeroyen · Appelburg · Appelse walburg · Appeltern · Arler · Baak · Babberich · Baer · Baerle · Bakerbosch · Balgoij · Barlham · Batenburg · Beek · Beerenclaauw · Bemmel · Bevervoorde · Bergh · Biljoen · Bingerden · Blankenborg (Laren) · Blankenborg · Blauwe Huis · Blokhuis (Ravenswaaij) · Boelenham · Boetselaersborg · Borculo · Boswaai · Brakel · Den Brakel · Den Bramel · Bredevoort · Broekhuizen · Bronkhorst · Bruchem · Bruinhorst · Brunsberg · Bulkestein · Bunswaard · Burcht van Tiel · Buren · De Buurse · Byland · Byvanck · Caetshage · Camphuysen · De Cannenburch · de Cloese · Coldenhove · Culemborg · Dedinckweerd · Delwijnen · Didam · Diepenbroek · Hof te Dieren · Huis Dijck · Dikke Tinne · Doddendaal · Dodewaard · Doornenburg · Doornik · Doorwerth · Dooyenburg · Dorth · Doseburg · Drakenburg · Dreumel · Druten · Duivelshuis · Eerbeek · De Ehze · Elburg · Eldrik · Emmerik · Engelenburg · Groot Engelenburg · Engelrode · Enghuizen (Hummelo) · Enghuizen (Zevenaar) · Enspijk · De Essenburgh · Essenpas · Est · Fokkinck · Gameren · Geerestein · Geldermalsen · De Gelderse Toren · Geldersweerd · Gellicum · Gendt · Gennepestein · Glindhorst · Goudenstein · ‘s-Grevenhoef · Groot Hell · Groenlo · Groesbeek · Huis te Groesbeek · Grunsfoort · Gulden Spijker · Hackfort · Hackforts Veenhuis · Hagen · Hagevoort · Hamerden · Hanepol · Harreveld · Harslo · Hassink · Het Haveke · Hedel · Heeckeren · De Heegh · Hees · De Heest · Hellouw · Hemmen · Hernen · Motte van Hernen · Heumen · Heusden · Hoekelum · Hoekenburg · De Hoeve · De Hof · Hof d'Ooy · Hof van Arkel · Huis het Holt · Holthuis · Het Holtslag · Ter Horst · Houberg · St. Hubertus · Huissen · Hulhuizen · Hulkestein · Hulsen · Hunneschans bij De Duno · Hunneschans bij Uddel · Jonker Bloo · 't Joppe · De Kamp · Karssenberg · Kemnade · Keppel · Kermestein · Kernhem · Kervel · Kiefskamp · De Kinkelenburg · Klein Enghuizen · Kleverburg · Kortenhoeve · Laag Helbergen · Lakenburg · Landfort · Langen · Latenstein · De Lathmer · Lathum · Ter Lede · Leegpoel · Leemcuyl · Leeuwen · Leeuwenbergh · Lensenburg · Lent · Leur · Leuvenum · Leyenburg · Lichtenvoorde · Lievenstein · Loenen · Loevestein · Loil · Loowaard · Luynhorst · Hof te Maasbommel · Magerhorst · Malburgen · Malderburcht · Malsen · Manhorst · Marhulsen · De Marsch · Marveld · Mathena · Maurik · Medel · Medestein · 't Medler · Meinerswijk · De Mellard · Mensink · Mergelp · Meteren · 't Meyerink · Middachten · Millingen · Mussenberg · Nagelhorst · Nederhagen · Nederhemert · Neerijnen · Huis Neerijnen · De Nesch · Nettelhorst · Nieuwe Blokhuis ·  Nijburg · Nijenbeek · Old Putten · Notenstein · Nye Huis · Olde Spijker · Oldenaller · Oldenhof (Driel) · Oldenhof (Heteren) · De Ooij · Oolde · Oud Oolde · Oosterhout · Ophemert · Opijnen · Oud Ampsen · Oude Blokhuis · Het Oude Loo · Oude Voorst · Oudenborch · Oud-Wisch · Huis te Overasselt · Overeng · Overhagen · Overlaar · 't Oye · Palmestein · De Parck · Persingen · Plekenpol · Ploen · Pluimenburg · Poederoijen · Poelwijck · Poelwijk · De Pol (Dreumel) · Huis de Poll (Huis te Gietelo) · De Poll (Huissen) · Pollenbering · Pollenstein · Puttenstein · Het Raasink · Ravenhorst · De Rees · Ressen · Reuversweerd · Reygersfoort · Rhijnestein · Huis Rijswijk · Rode Toren · Roode Wald · Rosande · Rosendael · Rossum · Rumpt · Ruurlo · Rijsselt · Schadewijk · Schaffelaar · Scherpenzeel · Schoonbroek · Schoonderbeek · Schoonenburg · Schuilenburg · Schuilkerke · Hof te Seelbeek · Sevenaer I · Sevenaer II · Sinderen (Oude IJsselstreek) · Sinderen (Voorst) · Slangenburg · Sleeburg · Slimsijp · De Snor · Soelen · Spaansweerd · Spaldorp · Spijk · Staverden · Sterkenburg · Swanepol · Tarthorst · Teisterbant (Kerk-Avezaath) · Teisterbant (Kerkdriel) · Ter Dicke · Tolhuis · Tolhuis (Tiel) · Tollenburg · Tongerlo · Toren van Wely · Tuil · Ubbergen · Uilenburg (Ewijk) · Uilenburg (Heteren) · Ulenpas · Ulft · Upladen · Valburg · Valkhofburcht · Valkhofpalts · Vanenburg · Varik · Hof te Varsseveld · 't Velde · Velhorst · Verwolde · Vierakker · De Voorst · Voorstonden · Vorden · Vosbergen · Vredenburg · Vredestein (Driel) · Vredestein (Ravenswaaij) · Vuren · Waardenburg · Waddestein · Wadenoijen · Waede · Wageningen · Walfort · 't Waliën · De Wardt · Watergoor · Watermeerwijk · Wayenstein (Huis te Herwijnen) · Well (Huis van Malsen) · Weijenrade · Westenburg · Westerholt · Weurt · De Wiersse · Wijenburg (Echteld) · De Wildenborch · De Wildt · Wilp · Wilperhorst · Winssen · Wisch · Wychen · Wolfswaard · Woolbeek · Yrst · IJzendoorn · Zeeland · Zilveren Spijker · Zuilichem · Zwaluwenburg · Zwanenburg (Heerde) · Zwanenburg (Megchelen)